# Réseau des voies navigables
Pour les articles homonymes, voir Réseau (homonymie).
Le réseau des voies navigables est l'ensemble des fleuves, rivières et canaux aménagés, équipés et ouverts à la circulation et au transport fluvial.
Le transport par eau (fleuves et canaux) revêt plusieurs avantages : il est très économique car peu coûteux en énergie, il permet de transporter des tonnages très importants, et peu polluant. Ses inconvénients, outre la lenteur d'acheminement dans certains cas, résident dans la faiblesse du réseau des voies navigables très inégalement réparti et dans la nécessité, sauf exceptions, de transports terminaux. Le transport fluvial garde une importance significative pour le transport de marchandises dans les pays dotés d'un réseau des voies navigables bien équipé.
La longueur totale des voies navigables dans le monde est estimée en 2017 à 2 293 412 km, avec en tête (en) la Chine (126 300 km en 2014) et la Russie (102 000 km en 2009). Le réseau européen est long d'environ 38 000 km avec en tête la France (8 501 km en 2008) et la Finlande (environ 8 000 km en 2013).

## Histoire
Dès le premier quart du XVIIIe siècle, les voies navigables en Angleterre représentaient 1160 miles, plus aucun point n'étant alors situé à plus de 15 miles d'un transport par eau, en particulier grâce à une vague d'investissement dans les sociétés de canaux dans les années 1790.

## Réseaux européens

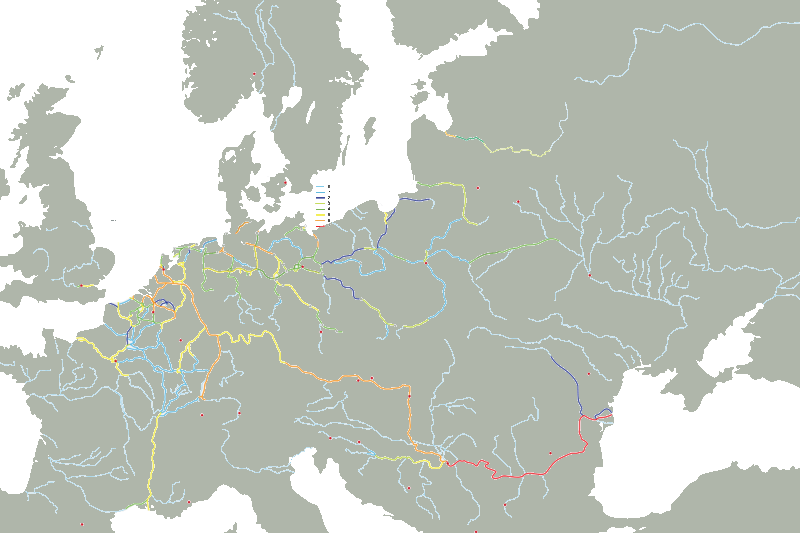
Réseau des voies navigables d'Europe.

L'Union européenne dispose d'environ 38 000 km de voies navigables dans 18 pays sur 27, dont environ la moitié sont de classe CEMT IV et supérieures (dites aussi « à grand gabarit » ou moins précisément « internationales »).
- France : 8 500 km, dont 1 708 km de classe ≥ IV.
- Finlande : environ 8 000 km (2013).
- Allemagne : 7 476 km, dont 4 650 km de classe ≥ IV[4].
- Pays-Bas : 5 046 km, dont environ 1 400 km de classe ≥ IV.
- Belgique : 1 527 km, dont 936 km de classe ≥ IV.
- Autriche : 358 km.
- Luxembourg : 37 km.

## Réseau français
Le réseau français de voies navigables est long de 8 500 km. La navigation fluviale  a engendré en 2014 un chiffre d'affaires de 600 millions d'euros (dont 350 millions pour le seul tourisme fluvial). Cependant si la France possède le plus long réseau de voies navigables d'Europe, elle ne l'utilise pas suffisamment notamment pour le transport des marchandises car tout le réseau n'est pas adapté au gabarit et normes européennes et parce qu'il manque des canaux de liaison entre certaines parties du réseau.
Les canaux à grand gabarit (plus de 1 000 t, et typiquement 1500 t dans les années 2010) représentent une longueur de 1 708 km, mais sont constituées par des tronçons en impasse, non reliés entre eux. Le projet Seine-Nord Europe va relier le bassin parisien au réseau fluvial du Nord et du Benelux par un canal à grand gabarit. Le projet Rhin-Rhône a été abandonné en juin 1997 par Dominique Voynet, ministre de l’Aménagement du territoire et de l’Environnement de l'époque. Il pourrait revenir d'actualité par un tracé de la Saône à la Moselle, parallèle au canal des Vosges actuel. La liaison Seine-Est a fait l'objet d'études dans les années 1990, sans suite concrète.
La plus grande partie du réseau, soit 6 800 km a été confiée par l'État aux Voies navigables de France (VNF), mais une partie (environ 1 000 km) a été transférée à des régions et 700 km sont restés sous la gestion directe de l'État. Cependant certaines sections sont gérées dans le cadre de concessions par des syndicats mixtes ou par les ports maritimes.
En l'an 2000, 2 200 péniches et chalands y ont transporté 59 millions de tonnes de produits. 300 bateaux-omnibus (« Bateaux Mouches » est une marque déposée), 1 000 coches de plaisance et 50 000 bateaux de plaisance, au total 8,5 millions de personnes y ont aussi effectué une croisière fluviale, plus ou moins longue. La France ne compte que très peu d'unités de luxe pour la navigation fluviale (alors que la demande semble exister[réf. nécessaire].

### Fonctions du réseau navigable
- Transport de marchandises : voies à grands gabarit : Seine, Rhin et grand canal d'Alsace, canal Dunkerque-Escaut, Moselle, Rhône.
- Tourisme fluvial : canal du Midi, Saône.
- Prises d'eau et rejets : refroidissement des centrales EDF, prises d'eau des collectivités (région parisienne), prise d'eau agricole (irrigation).
- Production d'électricité ; centrales hydroélectriques du Rhône (Compagnie nationale du Rhône) et du Rhin.
- Protection contre les crues : digues du Rhône, du Rhin, etc.
- Loisirs (nautisme, sports, etc.).

### Voies navigables
On peut répartir les voies navigables françaises en huit « régions ».

#### Nord

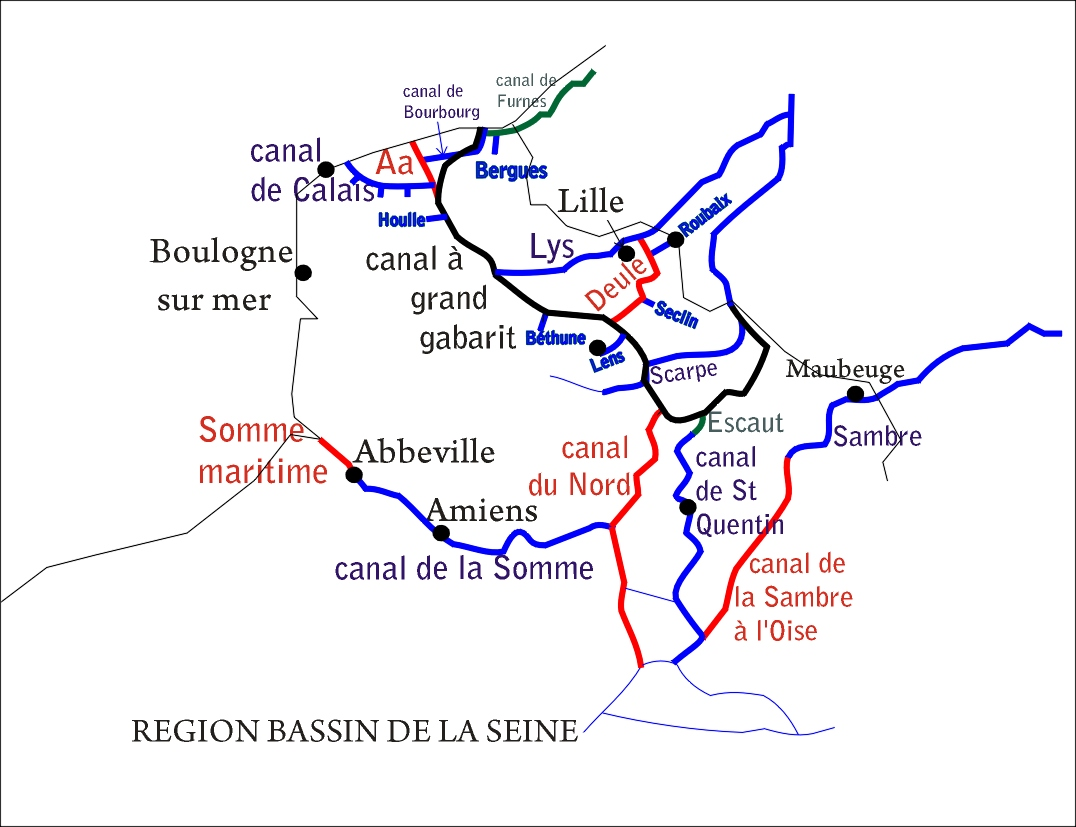
Voies navigables de la région Nord.

C'est la région la plus riche en voies navigables au cœur de l'Europe fluviale.
- L'Aa, fleuve côtier navigable sur 22 km, de la mer du Nord à Watten.
- Canal de Calais, 30 km, de la mer du Nord à l'Aa.
- Canal de Bourbourg, 19 km, de l'Aa à Dunkerque (jonction sud)
- Canal de Bergues, 8 km, de Bergues à Dunkerque (jonction sud)
- Canal de Furnes, 13 km, parallèle à la côte, de Dunkerque à la frontière Belge.
- Canal à grand gabarit Dunkerque-Escaut, 187 km, de l'Escaut au canal de Bourbourg.
- La Houlle, rivière navigable sur 7 km, de Houlle au canal à grand gabarit.
- La Lys, rivière canalisée navigable sur 65 km, d'Aire-sur-la-Lys à la frontière belge.
- Canal de la Deûle, 35 km, de Bauvin (canal à grand gabarit) à Deulemont (sur la Lys).
- Canal de Seclin, 3 km, Accès fluvial à la petite ville de Seclin depuis le canal de la Deûle.
- Canal de Béthune, 1 km, Accès fluvial à Béthune (siège des VNF) depuis le canal à grand gabarit.
- Canal de Lens, 3 km, Accès fluvial à Lens depuis Courrière sur le canal à grand gabarit.
- La Scarpe supérieure, rivière navigable sur 23 km, de Arras à Courchelette (canal à grand gabarit).
- La Scarpe inférieure, rivière navigable sur 36 km, de Douai (canal à grand gabarit) à Mortagne du nord (frontière belge).
- Canal du Nord, 95 km, de Arleux (canal à grand gabarit) à Pont-l'Évêque (canal latéral à l'Oise).
- Canal de Saint-Quentin, 92 km, de Chauny (canal latéral à l'Oise) à Cambrai sur l'Escaut.
- L'Escaut (petit gabarit), fleuve navigable sur 13 km, de Cambrai au canal à grand gabarit.
- Canal de la Sambre à l'Oise, 71 km, de Fargniers (canal de Saint-Quentin) à Landrecies (Sambre).
- La Sambre (française), rivière navigable sur 53 km, de Landrecies à Erquelinnes (frontière belge).
- Canal de la Somme (aval), fleuve canalisé sur 107 km, de Péronne (canal du nord) à la baie de Somme.

#### Bassin de la Seine

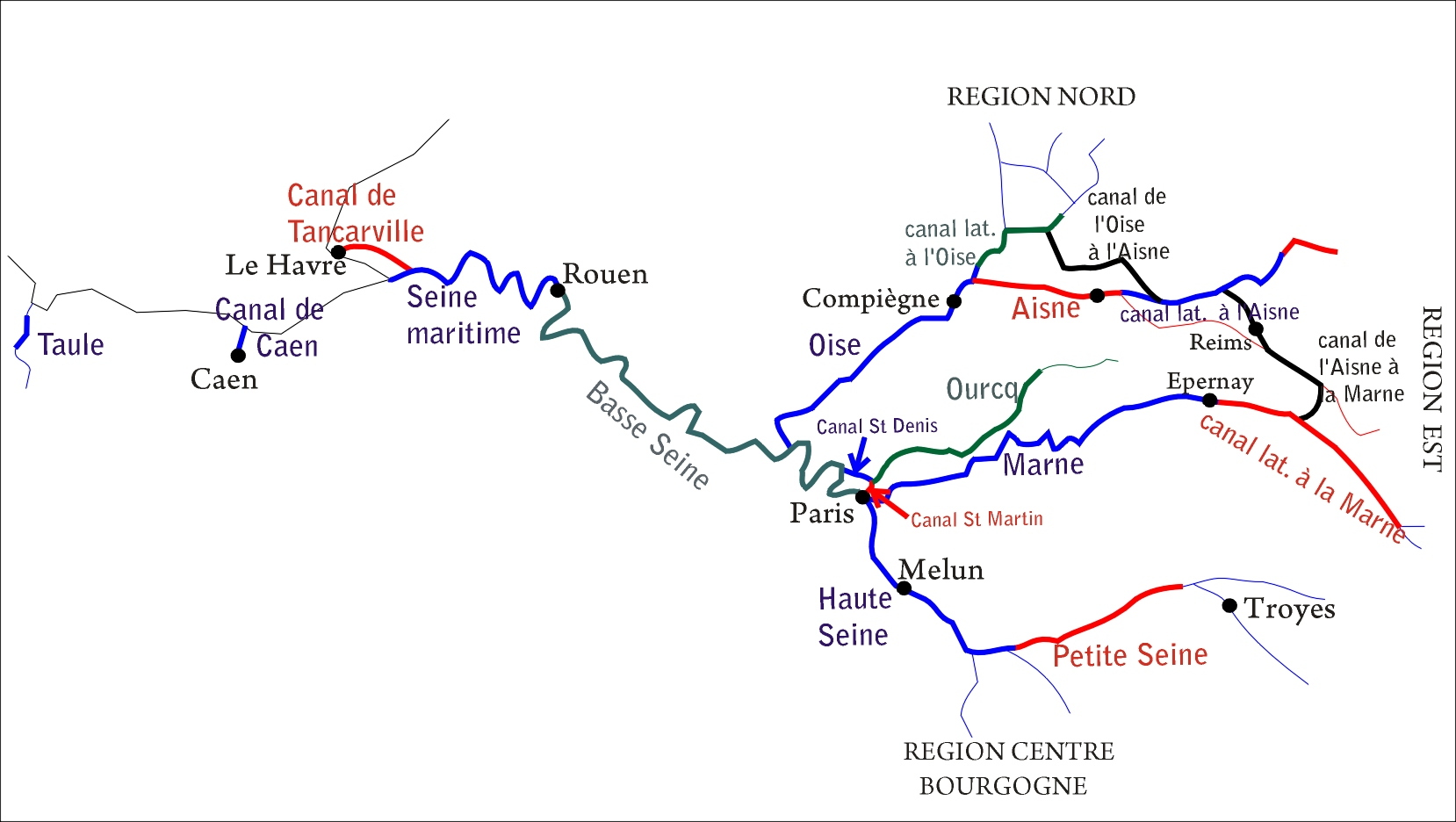
Voies navigables du bassin de la Seine.

Dans ce bassin tout converge vers la Seine et Paris.
- La petite Seine (amont), fleuve canalisé sur 29 km, de Marcilly-sur-Seine à Nogent-sur-Seine.
- La petite Seine (aval) fleuve canalisé sur 48 km, de  Nogent-sur-Seine à Montereau.
- La haute Seine, fleuve navigable sur 102 km, de Montereau à Paris.
- La Basse Seine, fleuve navigable sur 242 km, de Paris à Rouen.
- La Seine maritime, fleuve navigable sur 106 km, de Rouen au Havre.
- Canal de Tancarville, canal de 25 km, du Havre à Tancarville.
- Canal Saint Martin, canal parisien de 4,5 km, de la Seine au bassin de la Villette.
- Canal Saint Denis, canal parisien de 7 km, du bassin de la Villette à Saint-Denis.
- Canal de l'Ourcq, canal parisien de 108 km, du bassin de la Villette au Port aux Perches.
- La Marne, rivière navigable sur 178 km, d'Épernay à Charenton.
- Canal latéral à la Marne, canal de 67 km d'Épernay à Vitry-le-François (canal de la Marne au Rhin).
- Canal de l'Aisne à la Marne, canal de 58 km, de Berry-au-Bac (canal latéral à l'Aisne) à Condé-sur-Marne (canal latéral à la Marne).
- Canal latéral à l'Aisne, canal de 51 km, de Vieux-lès-Asfeld (canal des Ardennes) à Celles-sur-Aisne.
- L'Aisne, rivière navigable sur 57 km, de Celles-sur-Aisne à Compiègne (Oise).
- Canal latéral à l'Oise (aval), canal de 16 km, de Pont-l'Évêque (canal du nord et canal latéral à l'Oise -amont-) à Janville (Oise).
- Canal latéral à l'Oise (amont), canal de 18 km, de Pont-l'Évêque (canal du nord et canal latéral à l'Oise -amont-) à Chauny (canal de Saint-Quentin).
- L'Oise, rivière navigable sur 104 km, de Janville (canal latéral à l'Oise) à Conflans-Sainte-Honorine (Seine).
- Canal maritime de Caen, canal parallèle à l'Orne de Caen à la mer (14 km).
- La Taute, petite rivière normande canalisée sur 15 km de Carentan à Saint-André-de-Bohon.

#### Est

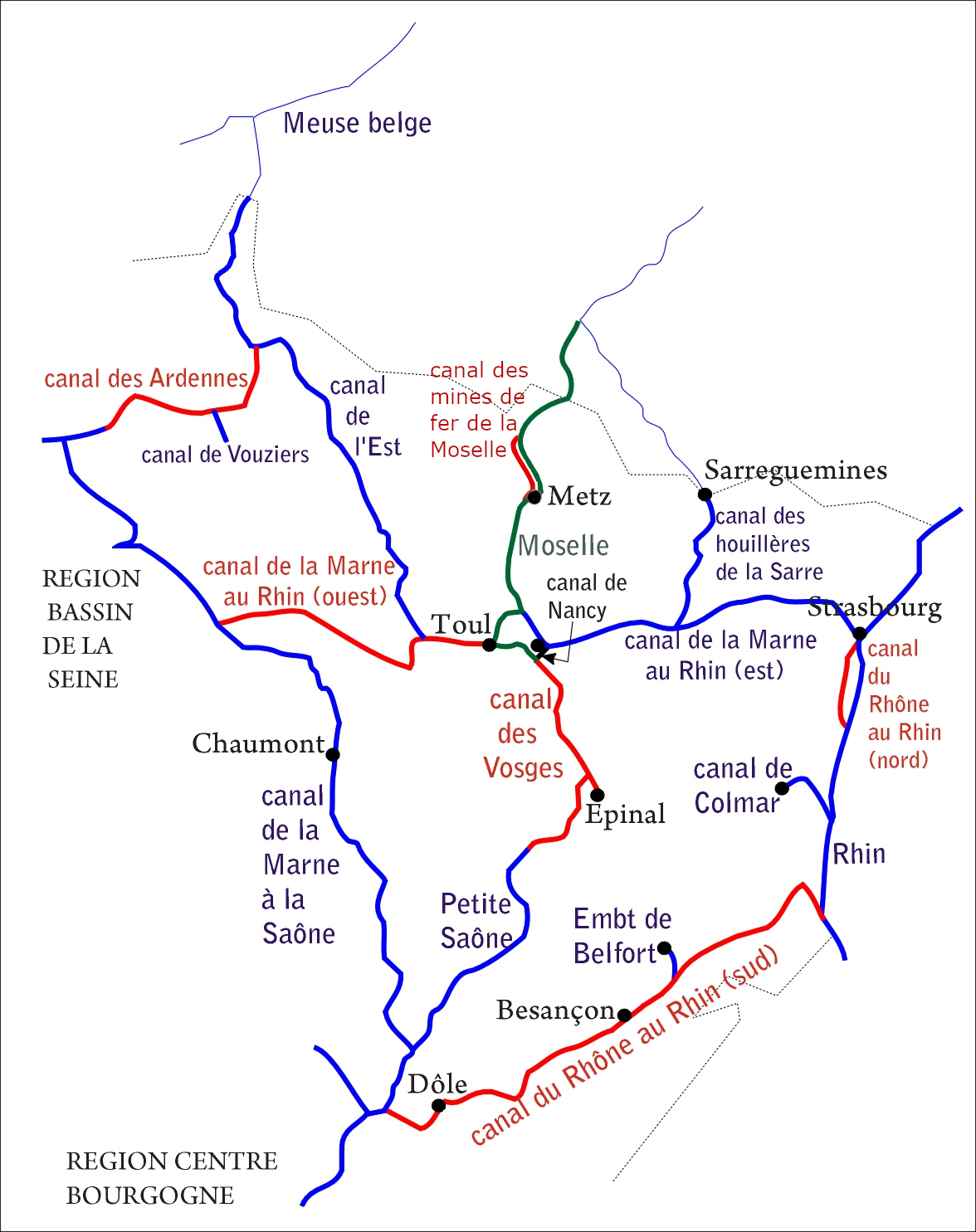
Voies navigables de la région Est.

Grande région fluviale traversée d'est en ouest et du nord au sud.
- La Meuse (ancien canal de l'Est), fleuve canalisé sur 272 km, de Givet (frontière belge) à Troussey (canal de la Marne au Rhin).
- Canal des Ardennes, canal de 88 km, de Pont à Bar (Meuse) à Vieux-lès-Asfeld (canal latéral à l'Aisne).
- Canal de Vouziers, canal de 12 km, de Rilly-sur-Aisne (canal des Ardennes) à Vouziers.
- Canal de la Marne au Rhin (Ouest), canal de 131 km, de Vitry-le-François (canal latéral à la Marne) à Toul (Moselle).
- La Moselle, rivière canalisée sur 152 km, de la frontière du Luxembourg à Neuves-Maisons (canal des Vosges).
- Canal de Nancy, canal de 14 km qui ferme la boucle de Nancy (Moselle et canal de la Marne au Rhin).
- Canal de la Marne au Rhin (est), canal de 158 km, de Frouard à Strasbourg [6].
- Canal des houillères de la Sarre, canal de 63 km, de Sarreguemines (frontière) à Languimberg (canal de la Marne au Rhin -est-).
- Canal du Rhône au  Rhin (branche nord), canal de 32 km, de Strasbourg (canal de la Marne au Rhin) à Rhinau (Rhin international).
- Rhin international, fleuve frontalier Suisse/France et Allemagne/France.
- Canal de Colmar, canal de 23 km, de Breisach (Rhin international) à Colmar.
- Canal entre Champagne et Bourgogne, ancien canal de la Marne à la Saône. Long de 224 km, de Vitry le François (canal de la Marne au Rhin) à Heuilley (petite Saône).
- Canal des Vosges, canal de 122 km, de Neuves-Maisons (Moselle) à Corre (Saône).
- Canal du Rhône au  Rhin (branche sud), canal de 239 km, de Kembs (Rhin international) à Saint-Symphorien (petite Saône).
- Embranchement de Belfort, canal de 18 km, du canal du Rhône au Rhin à Belfort.
- Petite Saône, rivière navigable sur 158 km, de Corre (canal des Vosges) à Saint-Symphorien (canal du Rhône au Rhin -sud-).

#### Centre-Bourgogne

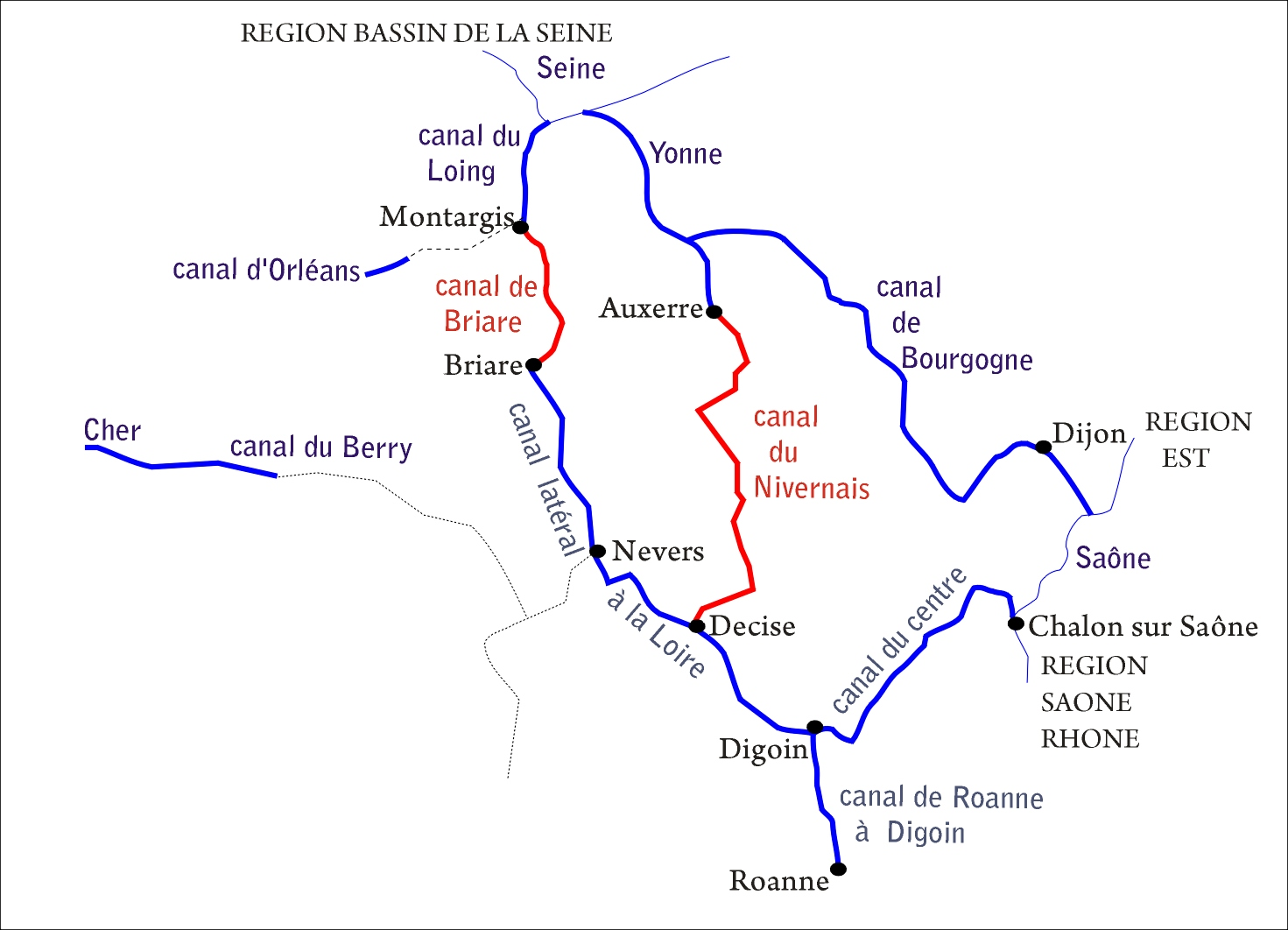
Voies navigables de la région Centre-Bourgogne.

Organisé autour de Saint-Jean-de-Losne, haut lieu de la batellerie, ce vaste bassin fait confluer vers la Saône les quatre chemins qui ouvrent Paris à la Méditerranée.
- L'Yonne, rivière navigable sur 108 km, de Montereau-Fault-Yonne (Seine) à Auxerre (canal du Nivernais).
- Canal de Bourgogne, canal de 242 km, de Laroche-Migennes (Yonne) à Saint-Jean-de-Losne (Saône).
- Canal du Nivernais, canal de 174 km, d’Auxerre (Yonne) à Decize (canal latéral à la Loire).
- Canal du Loing, canal de 49 km, de Saint-Mammès (Seine) à Montargis (canal de Briare).
- Canal de Briare, canal de 54 km, de Montargis (canal du Loing) à Briare (canal latéral à la Loire).
- Canal latéral à la Loire, canal de 196 km, de Digoin (canal du centre) à Briare (canal de Briare).
- Canal du Centre, canal de 112 km, de Digoin (canal latéral à la Loire) à Chalon-sur-Saône (Saône).
- Canal de Roanne à Digoin, canal de 56 km, de Digoin (canal latéral à la Loire) à Roanne.
- Canal du Forez, canal de 65 km en trois sections, irriguant le bassin du Forez.

#### Ouest

carte des voies navigables de Bretagne

Le réseau de l'ouest est un des plus beaux d'Europe, hélas isolé du reste des voies navigables.
- Canal de Nantes à Brest (ouest), canal de 76 km, de Goariva à Châteaulin.
- L'Aulne, fleuve maritime navigable sur 50 km, de Châteaulin à Brest.
- Canal de Nantes à Brest (est), canal de 187 km, de Pontivy (le Blavet) à Quiheix (l'Erdre).
- Le Blavet, fleuve maritime navigable sur 72 km, de Pontivy (canal de Nantes à Brest) à Lorient.
- L'Aff, petite rivière navigable sur 7 km, de Saint-Vincent-sur-Oust (canal de Nantes à Brest) à La Gacilly.
- La Rance maritime, fleuve maritime navigable sur 15 km, de Saint-Malo à La Vicomté-sur-Rance (canal d'Ille et Rance).
- Canal d'Ille-et-Rance, canal de 85 km, de La Vicomté-sur-Rance (canal d'Ille et Rance) à Rennes (La Vilaine).
- La Vilaine (amont), fleuve navigable sur 89 km, de Rennes (canal d'Ille et Rance) à Redon.
- La Vilaine (aval), fleuve maritime navigable sur 41 km, de Redon (canal d'Ille et Rance) à Arzal (océan Atlantique).
- L'Erdre, rivière navigable sur 22 km, de Nort-sur-Erdre à Nantes (Loire).
- La Loire maritime, fleuve navigable sur 53 km, de Saint-Nazaire à Nantes.
- La Sèvre Nantaise, rivière navigable sur 21 km, de Nantes à Monnières.
- La Maine, affluent de la Sèvre Nantaise, navigable sur 4 km.
- La Loire, fleuve navigable sur 85 km, de Nantes à Bouchemaine (Maine).
- La Maine, rivière navigable sur 11 km, de Bouchemaine (Loire) à Angers (Mayenne et Sarthe).
- La Sarthe, rivière navigable sur 134 km, d'Angers (Maine) au Mans.
- La Mayenne, rivière navigable sur 122 km, d'Angers (Maine) à Mayenne.
- L'Oudon, rivière navigable sur 18 km, du Bec d'Oudon (Mayenne) à Segré.

#### Centre-Ouest (Venise verte et Charente)

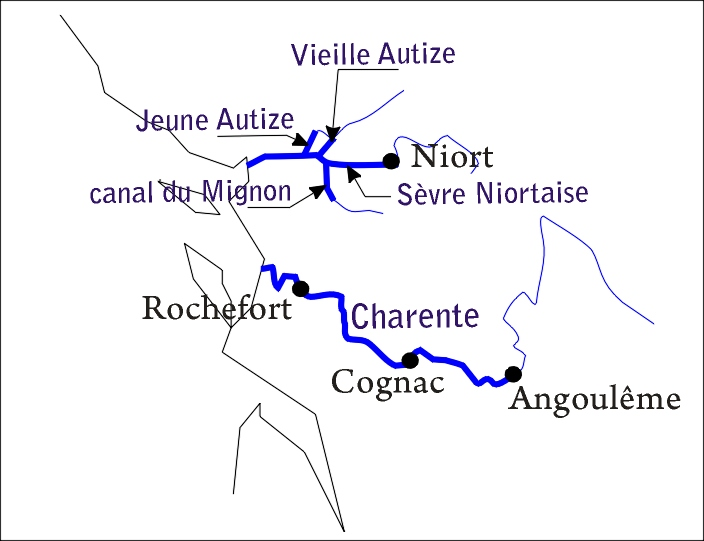
Voies navigables de la région Centre-Ouest.

- La Sèvre niortaise, fleuve navigable sur 72 km, de Niort à la baie de l'Aiguillon (océan Atlantique).
- Canal du Mignon, canal de 12 km, de La Grève-sur-Mignon à Bazoin (Sèvre niortaise).
- Canal de la jeune Autize, canal de 10 km, de Maillezais à Maillé (Sèvre niortaise).
- Canal de la vieille Autize, canal de 10 km, de Courdault à La Barbée (Sèvre niortaise).
- Canal maritime de Marans à la mer, canal de 5 km, de Marans à la baie de l'Aiguillon (océan Atlantique).
- La Charente, fleuve navigable sur 165 km, d'Angoulême à Fouras (océan Atlantique).

#### Bassin Saône-Rhône
C'est l'axe nord-sud s'ouvrant sur la Méditerranée.
- La Saône, rivière navigable sur 213 km, de Saint-Symphorien (jonction petite Saône et canal du Rhône au Rhin) à Lyon (Rhône) .
- Le Doubs, rivière navigable sur 12 km, de Navilly à Verdun-sur-le-Doubs (Saône).
- La Seille, rivière navigable sur 39 km, de Louhans à La Truchère (Saône).
- Le haut Rhône, fleuve navigable sur 77 km, de Seyssel à Sault Brenaz.
- Canal de Savières, canal de 5 km reliant le lac du Bourget au Rhône.
- Le Rhône, fleuve navigable sur 310 km, de Lyon à la Méditerranée (Port-Saint-Louis-du-Rhône).
- Le petit Rhône, fleuve navigable sur 57 km, de Arles à la Méditerranée (Saintes Maries de la Mer).
- Canal Saint-Louis, canal de 5 km, de Port-Saint-Louis-du-Rhône au golf de Fos.

#### Sud

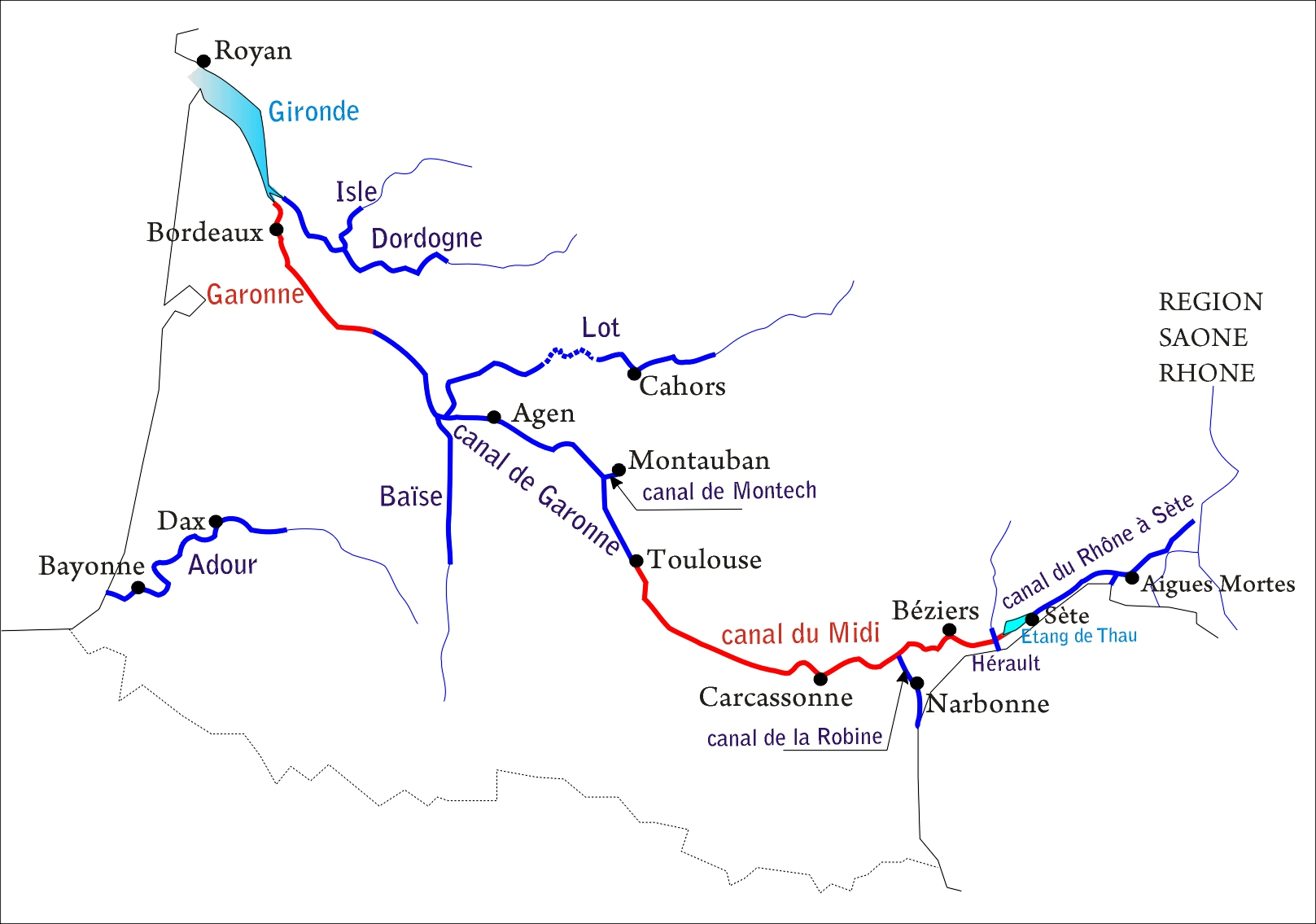
Voies navigables de la région Sud.

Tout s'organise autour du canal d'entre deux mers, qui relie l'océan à la Méditerranée.
- Canal du Rhône à Sète, canal de 97 km, de Saint-Gilles (petit Rhône) à Sète (étang de Thau).
- Étang de Thau, petite mer intérieure assurant la jonction (17 km) entre le canal du Rhône à Sète et le canal du Midi.
- Canal du Midi, canal de 240 km, de l'Étang de Thau à Toulouse (canal de Garonne).
- Canal de la Robine, canal de 37 km, de Cuxac-d'Aude (canal du Midi) à Port-la-Nouvelle (Méditerranée).
- Canal de Garonne, canal latéral à la Garonne de 193 km, de Toulouse (canal du Midi) à Castets en Dorthe (Garonne).
- La Baïse, rivière navigable sur 65 km, de Valence sur Baïse à Saint-Léger-sur-Garonne (canal de Garonne) .
- Le Lot (aval), rivière navigable sur 65 km, de Nicole (canal de Garonne) aux Ondes.
- Le Lot (amont), rivière navigable sur 74 km, de Luzech à Larnagol.
- La Garonne, fleuve navigable sur 79 km, de Castets-en-Dorthe (canal de Garonne) au Bec d'Ambès (Gironde-Dordogne).
- La Dordogne, rivière navigable sur 78 km, de Bec d'Ambès (Gironde-Dordogne) à Castillon la Bataille.
- L'Isle, rivière navigable sur 31 km, de Libourne (Dordogne) à Coutras.
- La Gironde, fleuve navigable sur 66 km, de Bec d'Ambès (Gironde-Dordogne) à Royan (océan Atlantique).
- L'Adour, fleuve navigable sur 70 km, de Saint-Sever à Anglet (océan Atlantique).

### Ouvrages d'art sur le réseau français
Le réseau des voies navigables français comprend 1 782 écluses, 559 barrages, 74 ponts-canaux et 35 voûtes. Parmi ses ouvrages les plus impressionnants on peut citer : 
- la série de 11 écluses à Hédé (Ille-et-Vilaine) (canal d'Ille-et-Rance) et celle de 24 écluses à Sardy (canal du Nivernais)
- le plan incliné de Saint-Louis-Arzviller ou ascenseur à bateaux d'Arzviller (Moselle) (canal de la Marne au Rhin);
- l'ascenseur des Fontinettes (canal de Neufossé)
- les pentes d'eau de Fonséranes (canal du Midi) et de Montech (canal de Garonne) dues à l'ingénieur Aubert,
- le pont-canal de Briare (Loiret) (canal latéral à la Loire), (voir aussi éventuellement canal de Briare)
- les ponts-canaux de Digoin et du Guétin (canal latéral à la Loire), d'Agen (canal de Garonne), de Béziers (canal du Midi), de Sarralbe (canal de la Sarre), de Tranchasse (canal du Berry)…
- le touage souterrain de Riqueval sur le Canal de Saint-Quentin (Aisne).
- l'écluse septuple de Rogny (canal de Briare)
- l'écluse octuple de Fonséranes et l'écluse quadruple Saint-Roch de Castelnaudary (canal du Midi)
- les paléoécluses de la Salle (anciennement Saint-Hilaire-le-Doyen) et de Rimodan et Bron (commune de Le Coudray-Macouard) sur le Thouet et de la Gorgue sur la Lawe
- les voûtes de Pouilly-en-Auxois (canal de Bourgogne), de la Collancelle (canal du Nivernais), du Malpas (canal du Midi), de Mauvages et d'Arzwiller (canal de la Marne au Rhin), de Billy (canal de l'Aisne à la Marne), de Riqueval (Canal de Saint-Quentin), de Balesmes (canal de la Marne à la Saône), de Thoraise et de Besançon (canal du Rhône au Rhin)…
- l'écluse Saint-Pierre à Bollène, sur le Rhône, 23 m de chute.

(liste non exhaustive)
Il existe ou a existé des ports fluviaux spécifiques, voir Port Longuet .